# Перси, Сидни Ричард
Сидни Ричард Перси (англ. Sidney Richard Percy, 22 марта 1822 — 13 апреля 1886) — английский художник-пейзажист викторианской эпохи.

## Биография

### Жизнь и карьера
Сидни Ричард Перси родился 22 марта 1822 в Лондоне. Он был пятым сыном живописца Эдварда Уильямса (1781—1855) и Энн Хильдебрандт (около 1780—1851). Его отец был известным художником-пейзажистом, который научил его рисовать. Хотя его ранние картины были подписаны «Сидни Уильямс», он использовал имя «Перси» с 20 лет, чтобы отличаться от других художников в своей семье.
Его первые годы были проведены в квартале художников в Тоттенхэм-Корти или вблизи него, а потом переехали около 1846 с семьей в Барнс на окраине Лондона. Здесь он жил и работал со своим отцом и братьями в коммунальном помещении художника в большом доме со студией.
После женитьбы в 1857 году он переехал с виллы Флоренс на Иннер-Парк-роуд в город Уондсвортом, штат Суррей, а затем перевез свою семью примерно в 1863 году в Хилл-Хаус в село Грейт-Миссенден, Бакингемшир. Дом был хорошо расположен для рисования, расположенной напротив долины Мисборн. В эти годы Перси был чрезвычайно популярным, что принесло ему достаточный доход, чтобы удовлетворить экстравагантные вкусы своей жены, к которым принадлежали карета и несколько слуг.
Последние годы жизни он провел на улице Малгрейв-роуд, 34 в городе Саттон, штат Суррей, где его колено было травмировано, когда его сбросило с лошади во время катания. Когда ему пришлось ампутировать ногу, 13 апреля 1886 он преждевременно скончался в своем доме от сердечного приступа из-за осложнений в результате операции. Его похоронили на кладбище Бекенхем в Кенте.

### Брак и дети
Сидни Ричард Перси Уильямс женился на Эмили Шарлотте Фейрли (1835—1904), дочери Ричарда Ферлама, 30 июня 1857. У них с Эмили было четверо детей.

### Семья Уильямс
Сидни Ричард Перси родился в семье художника, которую иногда называют школой Барнса. Его отец и пятеро братьев были известными художниками-пейзажистами в викторианскую эпоху . Перси был одним из трех сыновей Эдварда Вильямса, которые изменили свои фамилии, чтобы защитить личность своего искусства.

### Картины

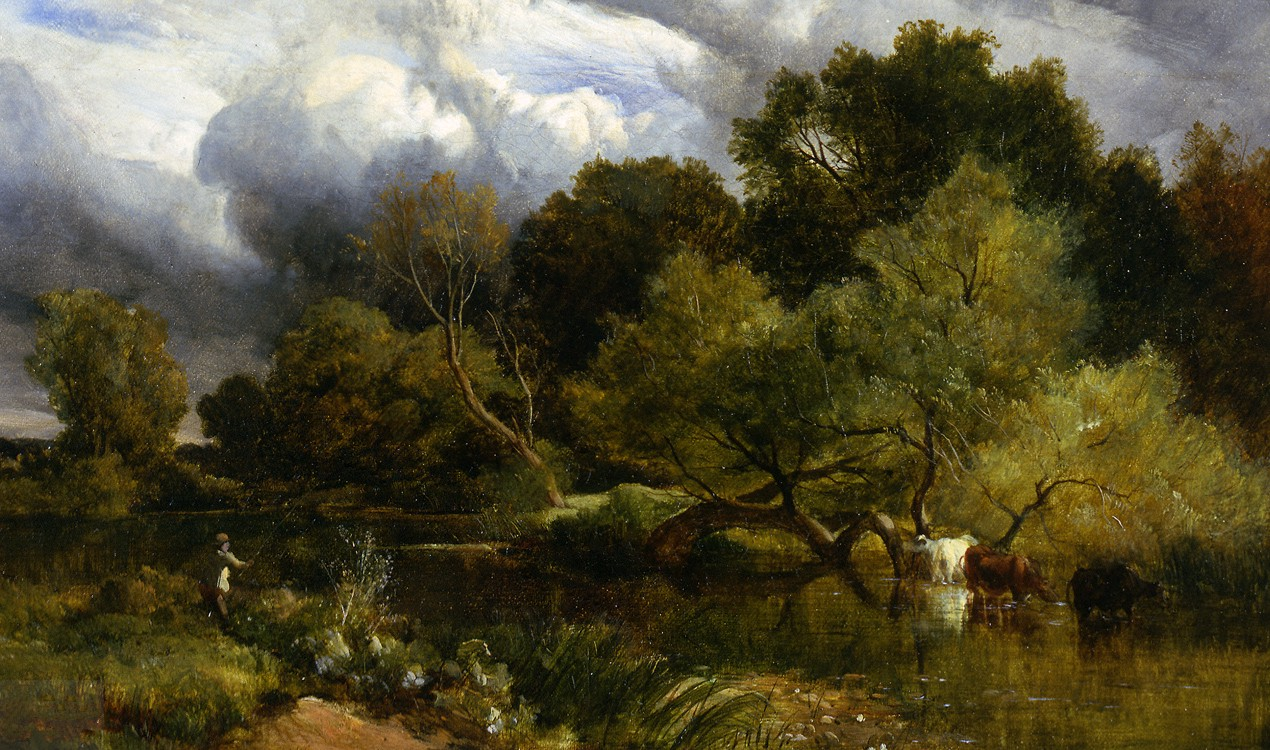
Сидни Ричард Перси Уголок рыбака, 1851
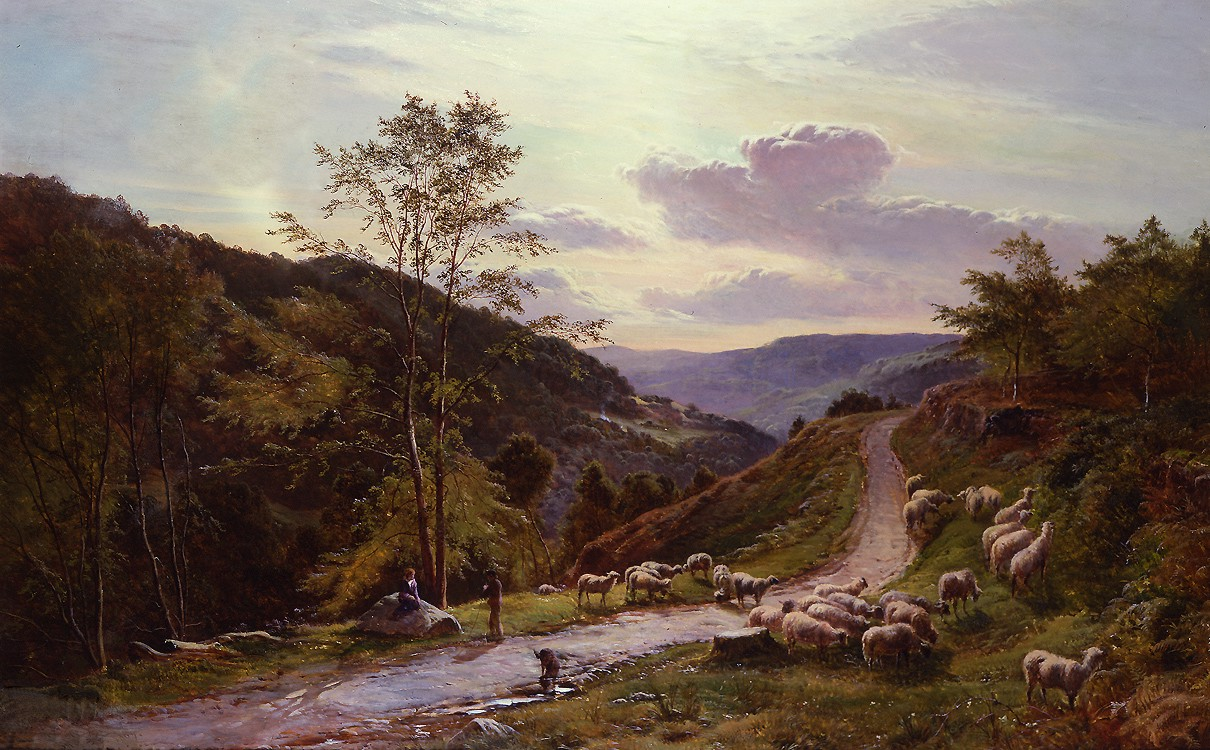
Сидни Ричард Перси У Бетвис и-Коед, 1869
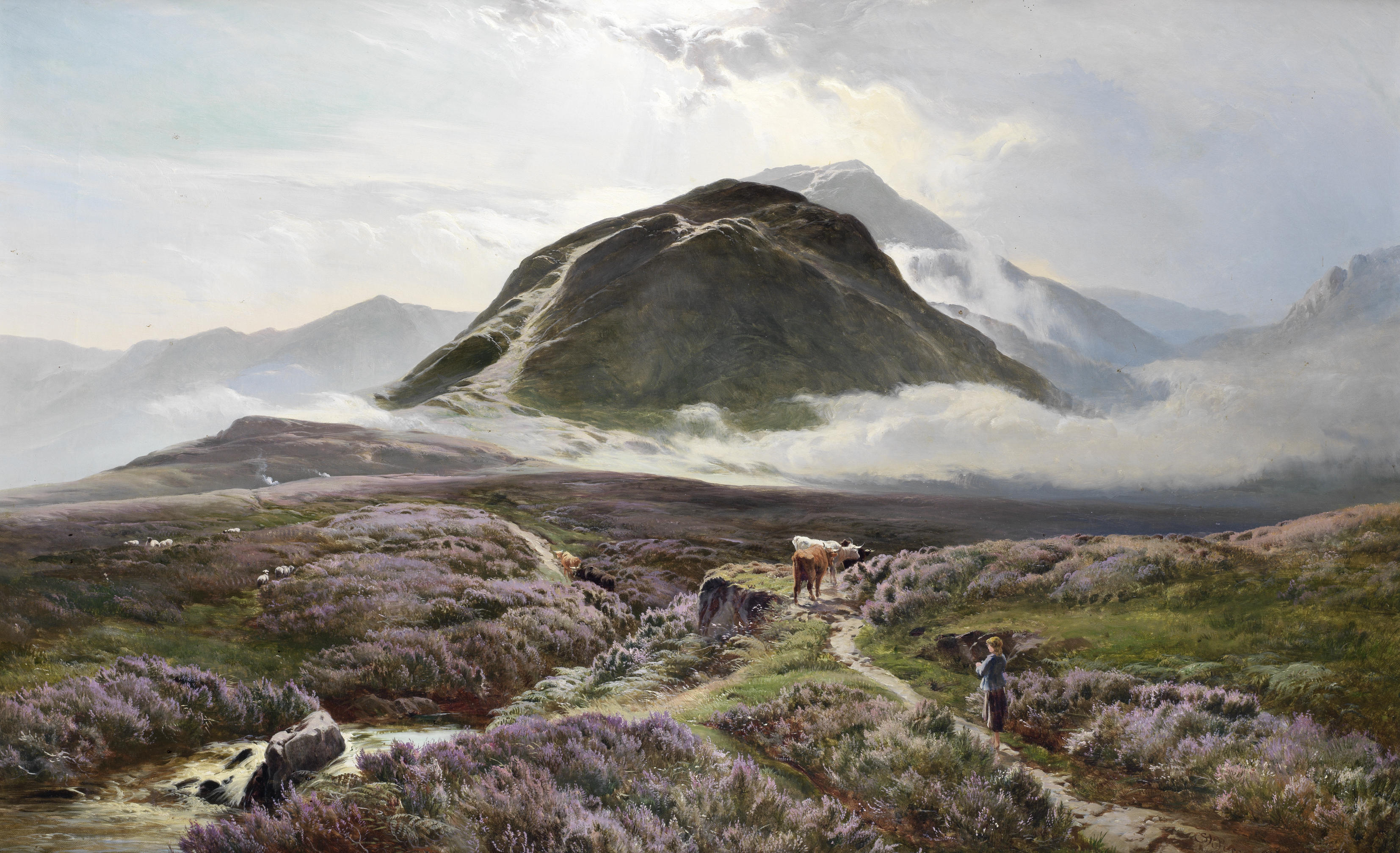
Сидни Ричард Перси Карн Дирг и Бен Невис с Ачин, 1874
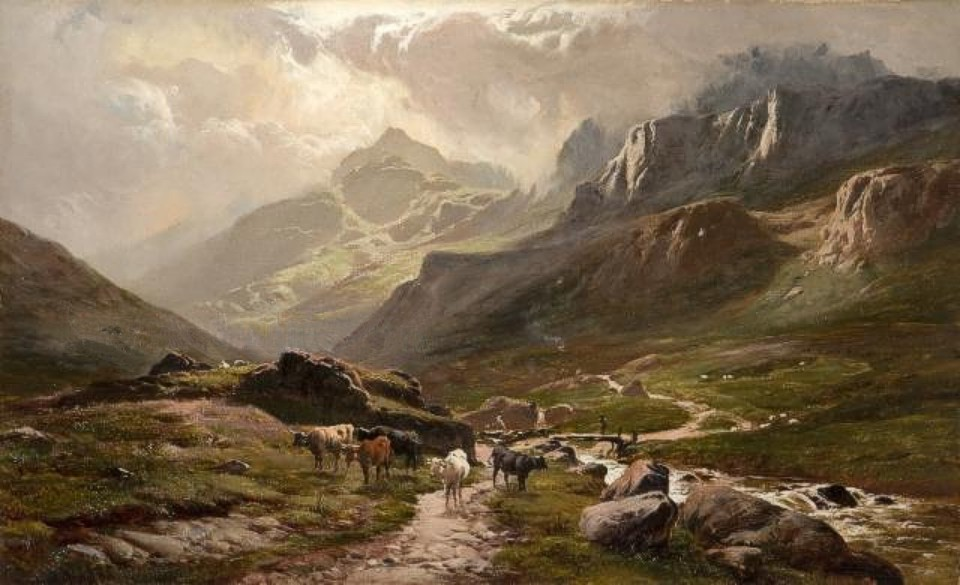
Сидни Ричард Перси Гризедейл, Уэстморленд, 1883
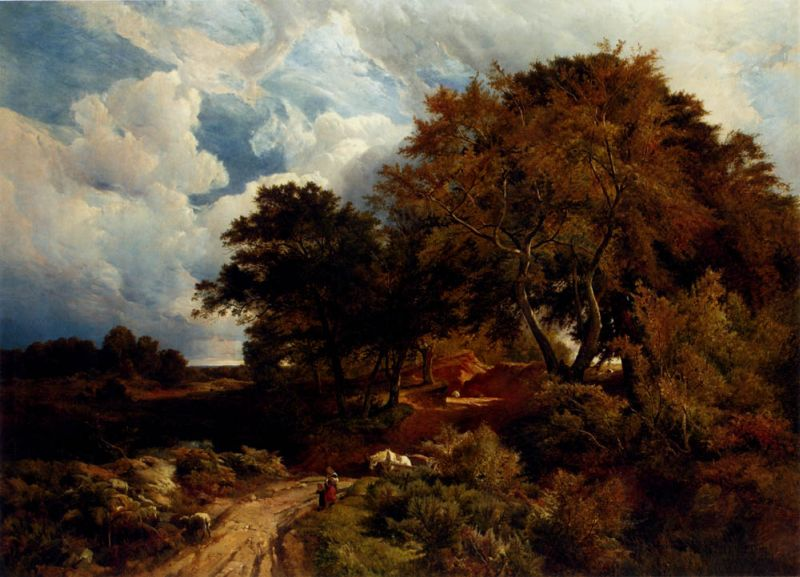
Сидни Ричард Перси Дорога через Совместную, 1851
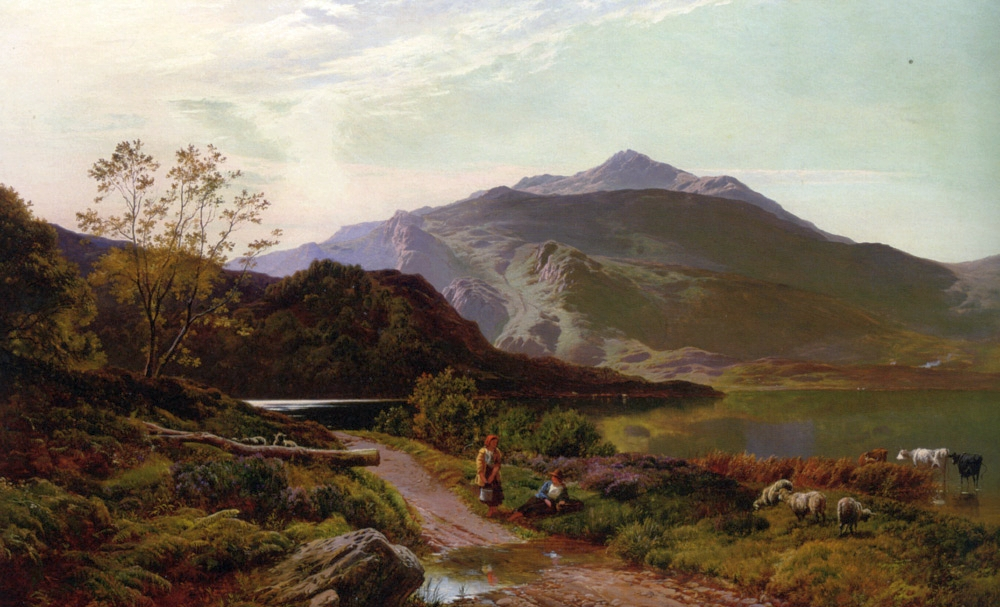
Сидни Ричард Перси Отдых на обочине дороги, 1861
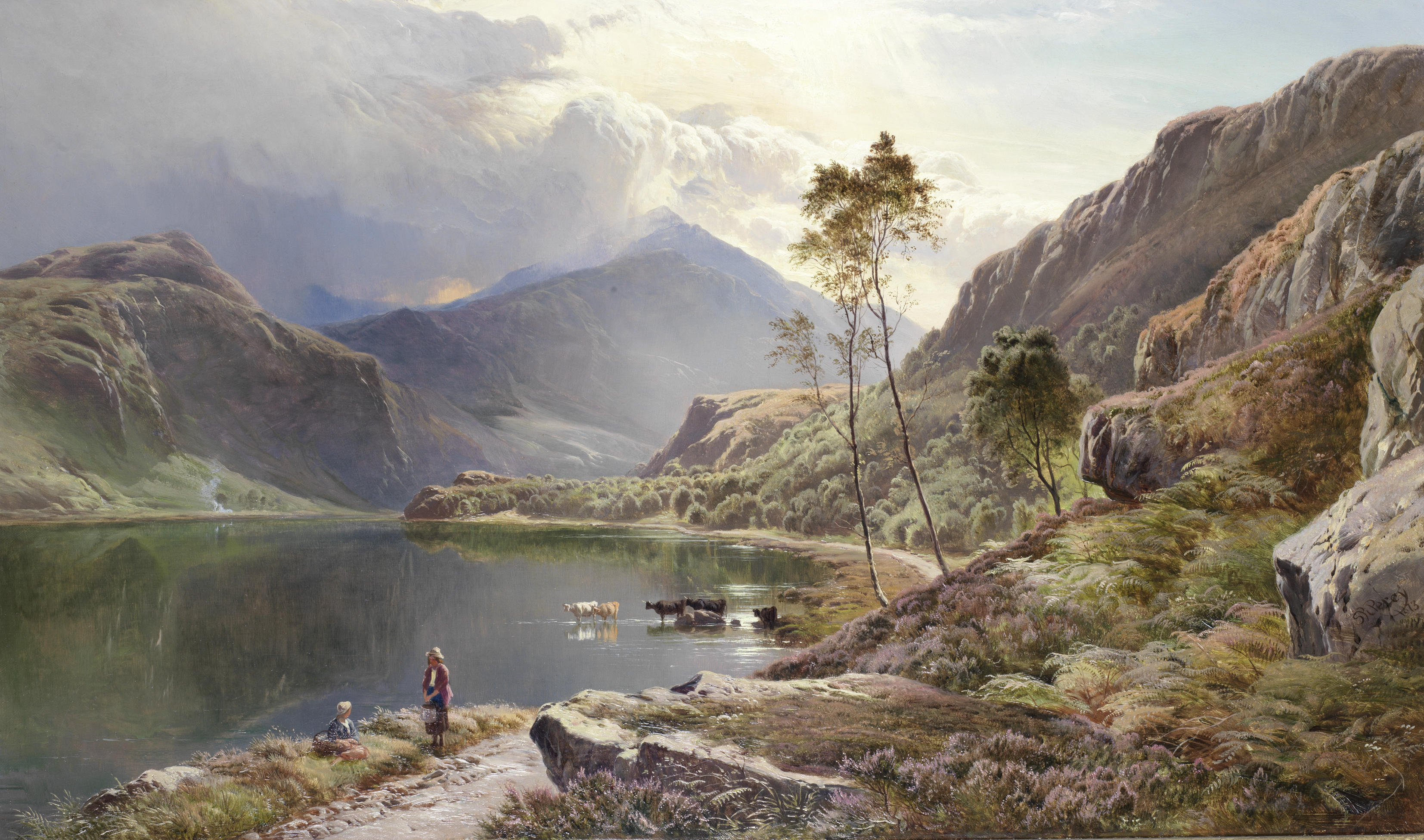
Сидни Ричард Перси Llyn-y-Ddinas, Северный Уэльс, 1873
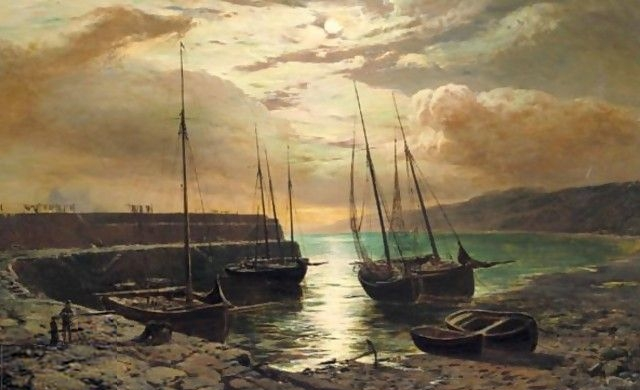
Сидни Ричард Перси Лох Скавейг, остров Скай, 1883